# Новохарківка
Новоха́рківка (рос. Новохарьковка) — селище у складі Зміїногорського району Алтайського краю, Росія. Входить до складу Саввушинської сільської ради.

## Населення
Населення — 76 осіб (2010; 119 у 2002).
Національний склад (станом на 2002 рік):
- росіяни — 99 %